# Битва при Луканском озере
Битва при Луканском озере — сражение между римскими и повстанческими войсками в ходе восстания Спартака, закончившееся поражением повстанцев.

## Предыстория
В начале 71 года до н. э. легионы Помпея возвращаются в Италию после подавления восстания Квинта Сертория в Испании. Среди источников нет согласия в том, попросил ли Красс подкрепления или Сенат просто воспользовался возвращением Помпея в Италию, но Помпею было приказано не возвращаться в Рим, а идти на юг на помощь Крассу. Сенат послал также подкрепление под командованием Лукулла, ошибочно названного Аппианом Луцием Лицинием Лукуллом, командующим силами, участвовавшими в третьей Митридатовой войне, в то время как на самом же деле это был проконсул Македонии Марк Теренций Варрон Лукулл, младший брат первого.
Красс, опасаясь, что слава победителя достанется вернувшимся полководцам, и желая покончить с мятежом до их прибытия, двинулся за Спартаком после его прорыва укреплений. Спартак направлялся к Брундизию, возможно, намереваясь переправиться на Балканский полуостров. Однако попытка захватить порт так и не была предпринята. По-видимому, Спартак понял, что с имеющимися у него силами Брундизий не взять. Аппиан писал, что прибытие Лукулла помешало ему захватить Брундизий. Когда Спартак отказался от идеи захватить Брундизий, от него отделился отряд под командованием Гая Канниция (Ганника) и Каста, ставший лагерем у Луканского озера. Орозий называет этот отряд вспомогательным войском Спартака. Вскоре на этот лагерь напал Красс, и только внезапное появление Спартака спасло войско Ганника и Каста от поражения.
Выждав некоторое время, Красс решил снова напасть на отряд Канниция и Каста и, предотвращая возможную поддержку последним, разместил свои силы в двух укреплённых лагерях, расположенных вплотную к полевым укреплениям Канниция, Каста и Спартака.

## Ход битвы
Секст Юлий Фронтин так описывал сражение:
«Ночью он [Красс] стянул войска, оставил в большем лагере палатку главнокомандующего, чтобы ввести в обман врагов, а сам вывел всё войско и поместил его у подножия горы. Разделив конницу, он приказал Луцию Квинцию часть выставить против Спартака и изматывать его боем, другой частью завязать сражение с галлами и германцами из группировки Каста и Ганника и притворным бегством завлечь их туда, где стоял с войском он сам. Когда варвары пустились их преследовать, всадники отошли на фланги, и внезапно обнаружившееся римское войско с криком ринулось вперёд. Ливий передаёт, что в этом сражении убито было 35000 человек вместе с предводителями, отобрано 5 римских орлов, 26 знамён, много трофеев, в том числе 5 пучков фасций с топорами.»

## Итоги
В кровопролитном сражении восставшие были разбиты. На поле битвы пало 12 300 восставших. Довершить разгром этого отряда помешало Крассу прибытие Спартака. Только двое в этом сражении были поражены в спины, а остальные погибли как герои.